# Binà

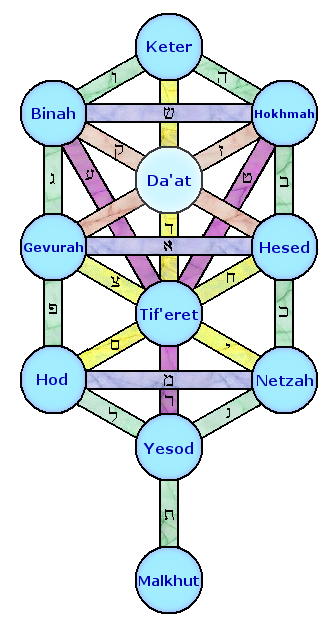
Representació de l'Arbre de la vida.

Binà (en català: "Enteniment") (en hebreu: בינה) és la tercera sefirà de l'arbre de la vida (etz chaim) de la càbala, se situa a la part alta de la columna esquerra. Binà és el procés racional innat en la persona que treballa per desenvolupar una idea plenament. És la limitació de Chochma. Anàlogament és el costat esquerre del cervell, on funciona la raó, organitzant el pensament en alguna cosa concret. Posseeix l'energia de l'aigua associada a la feminitat i també representa el futur. El seu oposat és el Qlifot Sathariel.